# NGC 4979
NGC 4979 is een balkspiraalstelsel in het sterrenbeeld Hoofdhaar. Het hemelobject werd op 10 april 1785 ontdekt door de Duits-Britse astronoom William Herschel.

## Synoniemen
- IC 4198
- UGC 8209
- MCG 4-31-7
- ZWG 130.9
- PGC 45484